# Étienne Sved
Étienne Sved, nato Süsz István (Székesfehérvár, 14 settembre 1914 – Gréoux-les-Bains, 19 gennaio 1996) è stato un fotografo francese, di origini ungheresi.

## Biografia
Non abbiamo informazioni sulle sue origini, ma sappiamo che venne rifiutato dalle scuole d'arte della capitale ungherese in quanto ebreo. Nel 1930 Sved studiò disegno presso l'Atelier Budapest, una scuola di arti grafiche fondata da insegnanti del Bauhaus fuggiti dalla Germania nazista. Espulso dal suo paese dalle misure antisemite del governo di Miklós Horthy, nel 1938 si rifugiò in Egitto, dove lavorò come giornalista e in qualità di caricaturista. Ebbe modo di viaggiare, raccogliendo fotografie sia dei resti dell'antica civiltà egizia che dell'Egitto a lui contemporaneo. Divenne amico del poeta e scrittore Georges Henein, fondatore del gruppo surrealista "Jama’at al-Fann Wa al-Hurriyyah" (Art et Liberté), antifascista e propugnatore di una rottura estetica e della cosiddetta "arte degenerata", attivo negli anni della guerra.
Dopo la guerra, nel 1946 Sved decise di stabilirsi a Parigi dove si dedicò alla pubblicazione delle sue immagini scattate in Egitto e che furono oggetto di alcuni volumi: L'art égyptien con la prefazione di Étienne Drioton, nel 1951, L'Egypte face à face, con l'introduzione di Tristan Tzara nel 1954 e nella cui serie va inclusa anche l'edizione di Moolesh di Jean Cocteau, un diario ispirato proprio al soggiorno dello stesso Cocteau in Egitto nel 1949, corredato ed illustrato con le foto di Sved,  edito dopo la morte del fotografo. La visione che Sved ebbe di quel paese, della sua arte, del popolo arabo non fu quella dei colonialisti ma ne fece un ritratto che suscitò un successo notevole anche grazie alle parole di Tzara: "...le straordinarie fotografie di Etienne Sved che ti fanno guardare le immagini dell'antica arte dell'Egitto e i riflessi del presente: l'Egitto faccia a faccia. Il commento di Tristan Tzara è un poema vasto e continuo sull'equazione dei canti dei millenni e la parola attuale del poeta. Faccia a faccia presenta una strana somiglianza tra il linguaggio degli scribi, i canti rituali, i proverbi e la prosa-poesia di Tristan Tzara viene rivelata". Nel 1947 aveva mutato il suo nome e nello stesso anno si sposò. Due anni dopo ottenne la cittadinanza francese.
Edward Steichen scelse una sua foto per la mostra internazionale The Family of Man, che venne inaugurata nel 1955 al Museum of Modern Art di New York, in seguito esibita in vari paesi del mondo e visitata da oltre nove milioni di persone, prima di trovare la sua sede definitiva ed essere esposta permanentemente, dopo un accurato restauro delle fotografie, al Castello di Clervaux in Lussemburgo. La sua foto mostra una donna egiziana che trasporta una brocca d'acqua.
Successivamente si trasferì in Provenza dove aprì una casa editrice con  la quale pubblicò il volume Provence Des Campaniles nel 1969 con il quale gli venne conferito il  Premio Nadar l'anno dopo. Nel 2003 il Museo Nicéphore Niepce ha acquisito la collezione fotografica egiziana e mediorientale di Étienne Sved, composta da oltre 3.000 negativi e stampe d'epoca, e organizzò una retrospettiva nello stesso anno a Manosque. L'anno successivo, il musée Vivant-Denon di Chalon-sur-Saône espose le foto di Moolesh, settantacinque fotografie scattate durante i suoi primi anni in Egitto e quelle del viaggio di Cocteau.